# Selnica Psarjevačka
Selnica Psarjevačka – wieś w Chorwacji, w żupanii zagrzebskiej, w mieście Sveti Ivan Zelina. W 2011 roku liczyła 223 mieszkańców.